# Mosonszolnok
Mosonszolnok là một thị trấn thuộc hạt Győr-Moson-Sopron, Hungary. Thị trấn này có diện tích 43,93 km², dân số năm 2010 là 1640 người, mật độ 37 người/km².